# 伊集院頼久
伊集院 頼久（いじゅういん よりひさ、生没年不詳）は、室町時代中期の薩摩の人。薩摩島津氏の一族、伊集院氏の7代当主。父は6代伊集院久氏。子に煕久（為久、7代）、倍久（忠朗の祖父）、女（島津宗家8代当主久豊の室）。

## 経歴
伊集院氏7代当主。6代久氏の四男。応永16年（1409年）、室町幕府より島津元久が薩・隅・日三州の守護に任命されると、御礼の使者として先遣に任ぜられる。頼久は元久が上京する一年前から準備を整え、翌年元久が将軍足利義持に面謁した際の献上品は幕府の高官を驚かせただけではなく、天下の評判ともなった。
1411年（応永18年）、北薩の渋谷重頼が薩摩郡の豪族を率い元久に叛旗を翻し、当時頼久が居城としていた入来清色城を包囲する。清色城の兵もしばしば頼久に背き渋谷氏に応じたため、頼久は身の危険を感じ伊集院へ退却、清色城及び薩摩郡は渋谷氏の手におちる。
渋谷氏との戦いの中、守護の元久が病に倒れる。元久の子は出家していて家督を継ぐことができなかった（なお、元久の子であった仲翁守邦は伊集院家出身の石屋真梁を師としており、出家そのものが伊集院氏による工作があった可能性も指摘されている）。また弟の久豊は日向の伊東氏に備えるため日向・大隅国境に駐屯していたが、その際に伊東氏から妻を迎えていたため元久との仲は険悪であり、後継者に指名されなかった。このような状況から頼久は自分の息子で元久の甥にあたる初千代丸（後の煕久）を後継者とするよう病床の元久に勧める。元久が死去すると、頼久は煕久を後継者にするという遺言があった、と公表した。これを聞いた久豊は鹿児島へ戻り、元久の葬儀中に位牌を熙久方から奪って葬儀を行い、8代守護に就いた。
面目を潰された形になった頼久は、応永20年（1413年）、久豊が渋谷氏討伐のため居城清水城を出た隙を狙い、城を陥落させる。しかし久豊の逆襲にあい敗走、豪族の吉田清正・蒲生清寛のとりなしで死を免れる。翌年頼久は再び挙兵、麦生田で一度は敗退するも、総州家の島津久世を味方につけ久豊を敗走させる。頼久は自分の領地でかつ元々総州家の所領であった川辺を久世に与え、自らは川辺平山城に移った。久豊が反撃に出て久世を殺害すると、久世の遺臣らは久世の子、久林を立てて川辺平山城に篭城する。
応永24年（1417年）、久豊が平山城を包囲すると頼久は救援に向かい優位に戦を進め、久豊を包囲する。両者は豪族吉田清正の仲介で和解することとなるも、久豊の家臣団が頼久を急襲、逆に頼久が助命を請う事態となる。二人は元々従兄弟であったことから、久豊が後妻として頼久の娘を娶ることで和解に至る。久豊は和解の条件として、伊集院氏に従来通り伊集院の支配を認めた。頼久は熙久に家督を譲ると川辺平山城で隠居、この地で没する。後に伊集院頼久の乱と呼ばれる争いはこうして幕を閉じた。

## 系譜
- 父：伊集院久氏
- 母：不詳
- 妻：不詳
  - 男子：伊集院煕久 - 為久、7代
  - 男子：伊集院倍久 - 伊集院忠朗の祖父
  - 女子：無染夫人 - 島津久豊室